# An Unruly Charge
An Unruly Charge è un cortometraggio muto del 1911 diretto da Frank Wilson.

## Trama
Un cane scappa di casa e diventa carne insaccata.

## Produzione
Il film fu prodotto dalla Hepworth.

## Distribuzione
Distribuito dalla Hepworth, il film - un cortometraggio di 114,3 metri - uscì nelle sale cinematografiche britanniche nell'aprile 1911.
Si conoscono pochi dati del film che, prodotto dalla Hepworth, fu distrutto nel 1924 dallo stesso produttore, Cecil M. Hepworth. Fallito, in gravissime difficoltà finanziarie, il produttore pensò in questo modo di poter almeno recuperare il nitrato d'argento della pellicola.